# Tetramorium inquilinum
Espèce
Statut de conservation UICN

 VU  : Vulnérable
Synonymes
- Teleutomyrmex schneideri (Kutter (d), 1950)

Tetramorium inquilinum est une espèce de fourmis européennes ectoparasites et cleptoparasites. Elle a été décrite par le myrmécologue suisse Heinrich Kutter. L'espèce est inhabituelle par l'absence de caste ouvrière, les reines et les mâles vivant entièrement aux dépens de colonies de Tetramorium.

## Taxonomie
L'espèce a originellement été décrite en 1950 par Heinrich Kutter (d) sous le taxon Teleutomyrmex schneideri, espèce type du genre Teleutomyrmex, en référence à son professeur et ami Otto Schneider-Orelli. Lors du classement de Teleutomyrmex comme synonyme junior de Tetramorium, l'espèce est renommée en T. inquilinum car Tetramorium schneideri existe déjà, en référence à Oskar Schneider. Ce nouveau nom fait référence au mode de vie parasite de l'espèce, typique de l'ancien genre Teleutomyrmex.
Le classement de Teleutomyrmex, et d'autres genres, comme synonyme junior de Tetramorium est vivement contesté par une partie de la communauté Myrmécologique Européenne, qui estime que c'est une simplification posant problème et n'étant pas fidèle à la réalité biologique.
La localité type de l'espèce est Saas-Fee, Valais, Suisse, où Heinrich Kutter trouva les holotypes dans un nid de Tetramorium caespitum.

## Distribution
Cette espèce a été trouvée dans les Alpes suisses les Alpes françaises, les Pyrénées françaises Espagne et le Turkménistan. À cause de son mode de vie parasite et de la rareté de ses observations, l'espèce est considérée comme vulnérable bien que l'état des populations soit très mal connu. En moyenne il semblerait que sur les populations de Tetramorium hôte, environ un nid sur 100 soit parasité par T. inquilinum.

## Morphologie
Tetramorium inquilinum présente de nombreuses adaptations morphologiques à son mode de vie parasite. Comme chez plusieurs espèces de fourmis inquilines, la femelle est beaucoup plus petite que la reine hôte. Elle a un gastre large, aplati et concave, ainsi que des griffes très développées, qui lui permettent de s'accrocher et de se lover contre le corps de la reine. Les femelles mesurent en moyenne 2,5 millimètres de long. Mâles et femelles ont de petites mandibules qui ne leur permettent pas de se nourrir eux-mêmes. Le cerveau chez cette espèce, ainsi que de nombreuses glandes, sont très réduits, tandis que les organes reproducteurs sont très développés. Les individus présentent des poils glandulaires très développés sur tous le corps, qui semblent être propres à l'espèce ou au moins aux espèces de l'ancien genre Teleutomyrmex.

## Comportement
Tetramorium inquilinum semble être très peu active dans le nid de son hôte, profitant largement des soins des ouvrières Tetramorium caespitum. Les gynes restent accrochés le plus souvent sur le dos de la reine hôte, et il a été observé jusqu'à huit gynes T. inquilinum sur une reine T. caespitum. Les poils glandulaires que porte T. inquilinum sont sans doute à l'origine d'une structure permettant aux individus T. inquilinum de ne pas être rejetés par la colonie hôte, un mécanisme de mimétisme chimique ou d'apaisement comme c'est le cas chez d'autres espèces similaires.
À la suite du constat que T. inquilinum n'inhibe pas la production d'individus sexués chez la reine hôte comme la plupart des autres inquilines, Wegnez et al. ont émis l'hypothèse que les gynes T. inquilinum étaient capables d'essaimer avec les sexués de T. caespitum. Cependant, cela n'a jamais été observé.

## Reproduction
Entretenue par ses hôtes, Tetramorium inquilinum a une fécondité élevée, comme le laissent suggérer leurs gonades hypertrophiées. Les femelles les  plus âgées pondent en moyenne deux œufs par minute.